# Юинта (округ, Вайоминг)
Округ Юинта (англ. Uinta County) — округ, расположенный в штате Вайоминг (США) с населением в 19 742 человека по статистическим данным переписи 2000 года.
Столица округа находится в городе Эванстон.

## История
Округ Юинта был образован в 1869 году.

## География
По данным Бюро переписи населения США округ Юинта имеет общую площадь в 5408 квадратных километров, из которых 5392 кв. километра занимает земля и 16 кв. километров — вода. Площадь водных ресурсов округа составляет 0,28 % от всей его площади.

### Соседние округа
- Линкольн — север
- Суитуотер — восток
- Саммит (Юта) — юг
- Рич (Юта) — северо-запад

### Охраняемые природные территории
- Национальный заповедник Уосатч (часть)

## Демография

Распределение населения округа Юинта по возрастным диапазонам

По данным переписи населения 2000 года в округе Юинта проживало 19 742 человека, 5144 семьи, насчитывалось 6823 домашних хозяйств и 8011 жилых домов. Средняя плотность населения составляла 4 человека на один квадратный километр. Расовый состав округа по данным переписи распределился следующим образом: 94,32 % белых, 0,11 % чёрных или афроамериканцев, 0,87 % коренных американцев, 0,27 % азиатов, 0,07 % выходцев с тихоокеанских островов, 1,50 % — представители смешанных рас, 2,86 % — других народностей. Испано- и латиноамериканцы составили 5,34 % от всех жителей округа.
Из 6 823 домашних хозяйств в 44,70 % — воспитывали детей в возрасте до 18 лет, 61,20 % представляли собой совместно проживающие супружеские пары, в 9,90 % семей женщины проживали без мужей, 24,60 % не имели семей. 20,90 % от общего числа семей на момент переписи жили самостоятельно, при этом 5,60 % составили одинокие пожилые люди в возрасте 65 лет и старше. Средний размер домашнего хозяйства составил 2,84 человек, а средний размер семьи — 3,31 человек.
Население округа по возрастному диапазону по данным переписи 2000 года распределилось следующим образом: 33,50 % — жители младше 18 лет, 9,00 % — между 18 и 24 годами, 29,20 % — от 25 до 44 лет, 21,40 % — от 45 до 64 лет и 7,00 % — в возрасте 65 лет и старше. Средний возраст жителей округа составил 31 год. На каждые 100 женщин в округе приходилось 103,80 мужчин, при этом на каждых сто женщин 18 лет и старше приходилось 100,30 мужчин также старше 18 лет.
Средний доход на одно домашнее хозяйство в округе составил 44 544 долларов США, а средний доход на одну семью в округе — 49 520 долларов. При этом мужчины имели средний доход в 37 500 долларов в год против 21 450 долларов среднегодового дохода у женщин. Доход на душу населения в округе составил 16 994 доллара в год. 7,80 % от всего числа семей в округе и 9,90 % от всей численности населения находилось на момент переписи населения за чертой бедности, при этом 11,90 % из них были моложе 18 лет и 7,30 % — в возрасте 65 лет и старше.

## Главные автодороги
- US 189
- I-80

## Населённые пункты

### Города
- Эванстон
- Бэр-Ривер
- Лиман
- Маунтин-Вью

### Статистически обособленные местности
- Картер
- Форт-Бриджер
- Лонтри
- Робертсон

### Другие
- Пидмонт